# Burg Scharfenberg (Brilon)
Die Burg Scharfenberg ist eine abgegangene Burg in Scharfenberg, heute eine Ortschaft der Stadt Brilon im Hochsauerlandkreis in Nordrhein-Westfalen. Die Burg verfiel Ende des 17. Jahrhunderts und ab 1783 wurde ein neues Herrenhaus errichtet, welches später als Pastorat diente.

## Geschichte
1306 wurde die Burg erstmals erwähnt als dat Hus tom Scharpenberge. Wahrscheinlich waren die Besitzungen in Scharfenberg um 1300 durch eine Erbteilung im Haus Padberg an den jüngeren Sohn Hermann von Padberg übertragen worden. Er baute eine Burg an seinen Gütern und nannte sich demnach von Scharfenberg. Die Burg stand im Grenzgebiet der Territorien der Fürstbischöfe von Köln und der Grafen von Waldeck. Wegen ständiger Gebietsstreitigkeiten an der Grenze wurde sie in den Jahren 1359, 1404 und 1473 zerstört. 1650 wurde die Burggebäude noch einmal teilrenoviert. Im Jahr 1695 war die mit Türmen und Vorburgen versehene Burg so verfallen, dass nur noch Reste und altes Mauerwerk erhalten waren. Das Vorwerk war noch vorhanden, mit steinernem Wach- oder Blockhaus, Wohnhaus mit Viehstall und einem Backhaus. Johann Suibert Seibertz beschrieb vor 1823, dass die „Hauptzitadelle auf dem äußersten Westpunkte des Bergrückens lag, wo sie das ganze Dorf mit allen durch- und heraufführende Wegen beherrschte. Sie war mit doppelten Mauern umgeben, und durch einen Graben von den übrigen Bergrücken getrennt, und von allen anderen Seiten durch jähe Ufer abgeschnitten“ (Johann Suibert Seibertz).

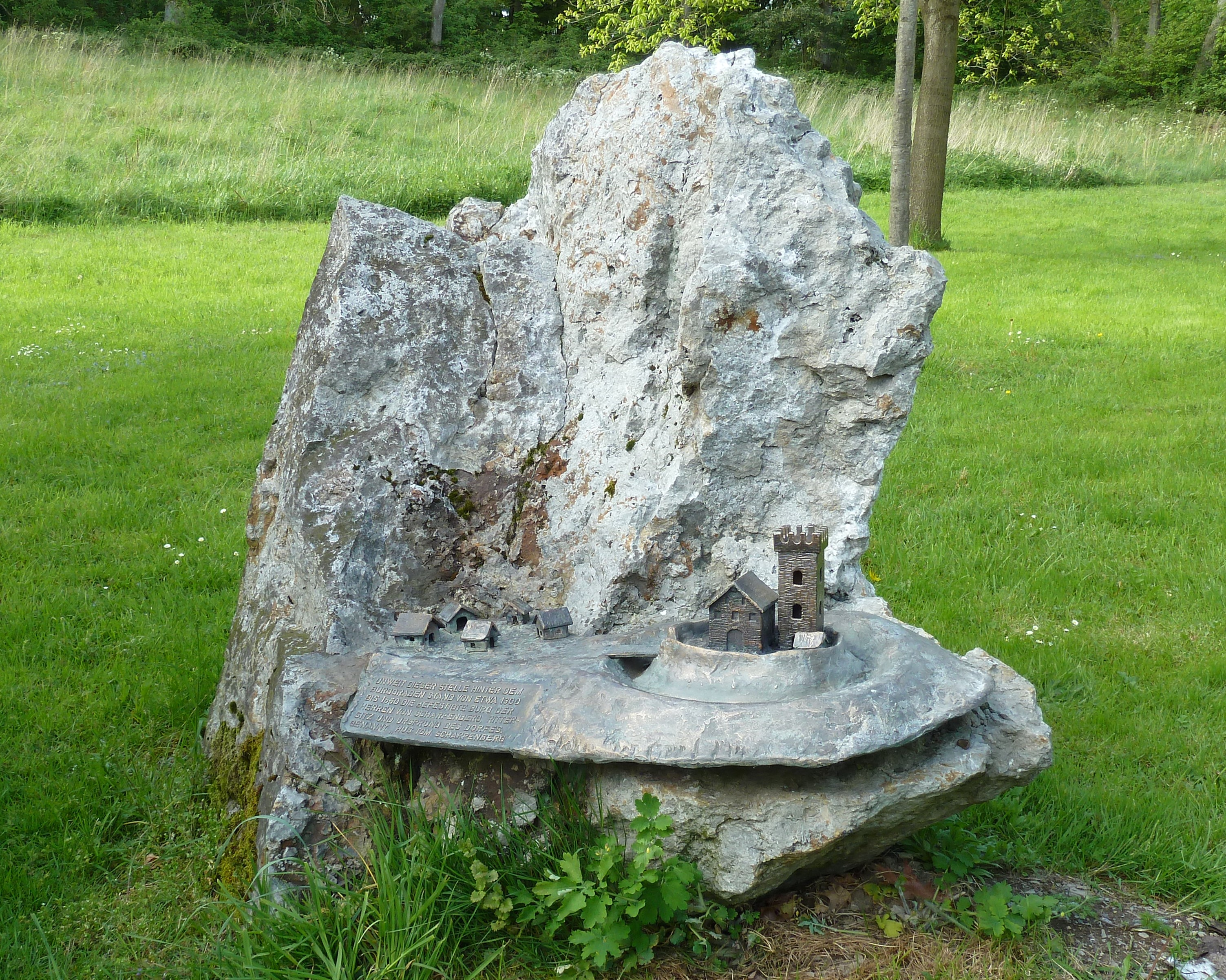
Gedenkstein in der Nähe des Pastorat

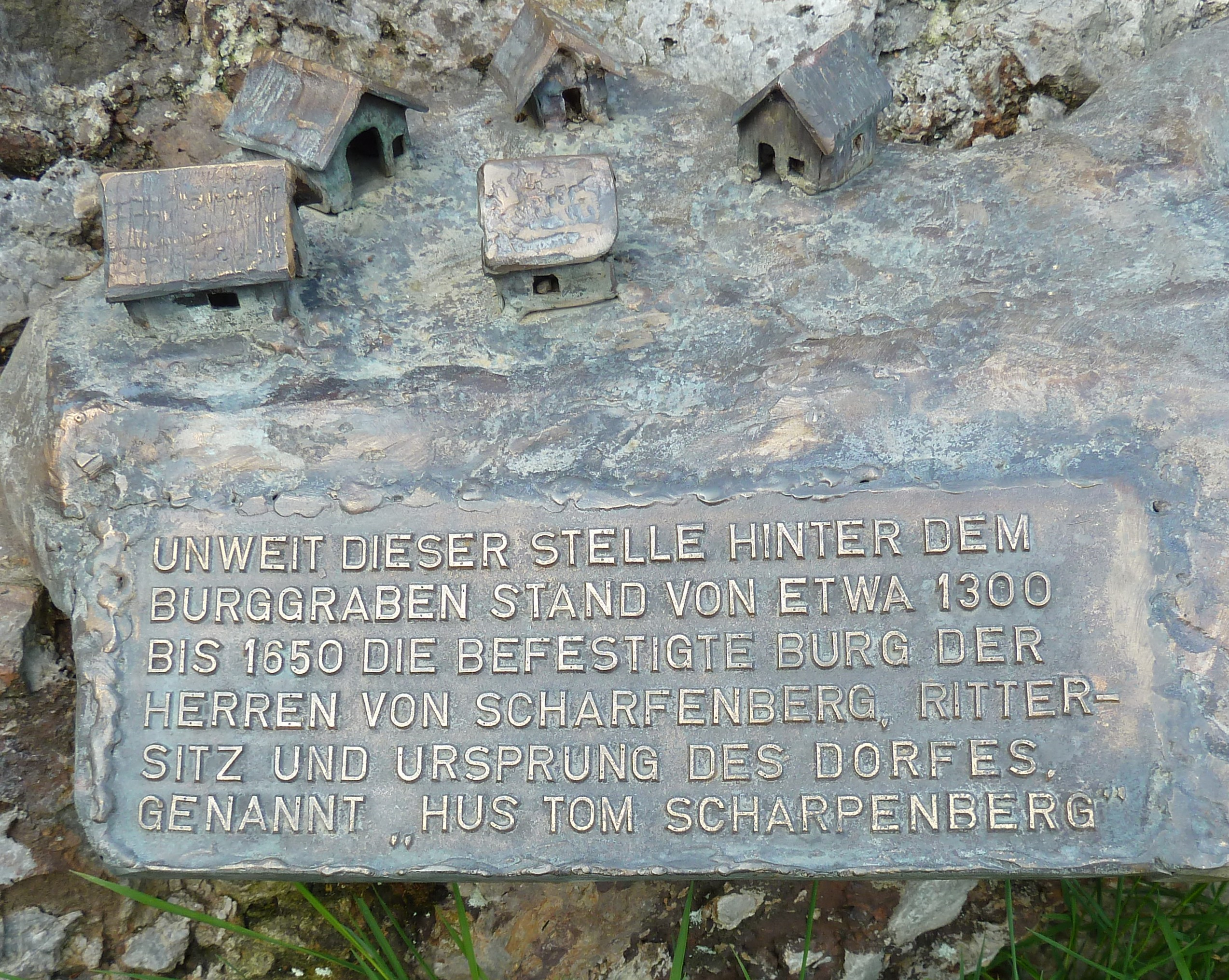
Inschrift auf dem Gedenkstein

Der Burg Scharfenberg lag am Südwestende eines kleinen Rückens, der nördlich des Dorfes liegt. Im 18. Jahrhundert wurde diese Stelle als Steinbruch genutzt. Es haben sich keine Reste der Burg mehr erhalten. Ein Gedenkstein vor dem Burggraben erinnert heute an die ehemalige Burg.
Freiherr Joseph Maria von Weichs errichtete in der Zeit von 1783 bis 1785 etwa 150 weiter östlich ein Herrenhaus. Dies wurde 1835 vom letzten Besitzer Alexander Freiherr von Ledebur wegen finanzieller Schwierigkeiten versteigert. In dem Herrenhaus befand sich später das Pastorat.

## Die Inhaber des Hauses Scharfenberg
- (1307)1310–1429 von Scharfenberg
- 1437–1502 von Hanxleden
- 1517–1528 von der Recke
- 1532–1556 Rabe von Canstein
- 1558–1620 Schenck zu Schweinsberg
- 1620–1626 Marschalk von Ostheim zu Waltershausen
- 1626–1650 Schenck zu Schweinsberg
- 1650–1658 von Fürstenberg
- 1658–1690 von Grodthaus zu Grone
- 1694–1819 von Weichs zu Körtlinghausen
- 1819–1835 Alexander von Ledebur
- 1826 Allodifikation